# Hudsucker – Der große Sprung
Hudsucker – Der große Sprung (Originaltitel: The Hudsucker Proxy) ist ein US-amerikanischer Film der Brüder Ethan und Joel Coen. Regie führte Joel Coen, der auch das Drehbuch zusammen mit seinem Bruder Ethan und dem Autor und Regisseur Sam Raimi verfasste. Neben Tim Robbins spielen Jennifer Jason Leigh und Paul Newman in den Hauptrollen. Der Film wurde 1994 veröffentlicht.

## Handlung
Der Film erzählt die Geschichte von Norville Barnes, einem naiven, liebenswerten Dorftrottel aus Muncie (Indiana), der zum Präsidenten eines multinationalen Konzerns gemacht wird.
Als der Aktienkurs des Konzerns schwindelerregende Höhen erreicht hat, nimmt sich der Firmengründer und Vorstandsvorsitzende Waring Hudsucker durch einen Sprung durch das geschlossene Fenster aus dem 44. Stock des Firmengebäudes das Leben. Daraufhin beschließen die weiteren Vorstandsmitglieder, selbst die Aktienmehrheit an sich zu reißen. Als Maßnahme, um zunächst den Kurs zu drücken, machen sie Barnes aus der Postabteilung zu ihrem neuen Vorsitzenden. Dieser durchkreuzt jedoch deren Pläne, als er den Hula-Hoop-Reifen erfindet, der zu einem Verkaufsschlager wird. Mit seinem Erfolg verändert sich auch seine Persönlichkeit – er wird zu einem arroganten Machtmenschen und verspielt so seine Sympathien in der Öffentlichkeit und bei der ehrgeizigen Journalistin Amy Archer.
Um ihn endgültig loszuwerden, lässt das Vorstandsmitglied Sidney Mussburger ihn für verrückt erklären und erwirkt seine Einlieferung in eine Nervenheilanstalt. Barnes will sich daraufhin – wie sein Vorgänger – vom Hudsuckergebäude stürzen, entscheidet sich jedoch in letzter Sekunde anders. Doch er stolpert und stürzt herunter, wird aber von dem geheimnisvollen Moses gerettet, der die Uhr des Gebäudes anhält und damit auch die Zeit. Während der Sturz dadurch abgebremst wird und Barnes in der Luft „hängt“, erscheint ihm der verstorbene Waring Hudsucker in Form eines Engels. Er erklärt ihm, dass er in seinem letzten Brief sein Vermögen und sein Unternehmen seinem Nachfolger vermacht hat.
Barnes ist damit wieder der Eigentümer der Firma. Er rächt sich an Mussburger und lässt ihn ins Sanatorium bringen, während er sich mit Amy versöhnt und wenig später das Frisbee erfindet.

## Erfolg
Der Film hatte mit 25 Mio. US-Dollar das bis dahin größte Budget eines Coen-Films. Erst die Komödie Ein (un)möglicher Härtefall aus dem Jahr 2003 hatte mit 60 Mio. US-Dollar ein größeres Budget.
An den US-amerikanischen Kinokassen erwies sich der Film dennoch als Flop und spielte dort weniger als 3 Mio. US-Dollar ein.

## Auszeichnungen
Hudsucker – Der große Sprung war auf den Filmfestspielen von Cannes für die Goldene Palme als bester Film nominiert, die aber an Quentin Tarantinos Pulp Fiction ging.

## Kritiken
„Ein hochstilisiertes Plagiat klassischer Hollywood-Komödien, ebenso perfekt wie marionettenhaft, ebenso bizarr wie unpersönlich. Immerhin: ein Fest für Cineasten, die ihr filmhistorisches Wissen abhaken möchten.“